# Gruppo di NGC 1395
Il Gruppo di NGC 1395 comprende almeno 32 galassie situate nella costellazione dell'Eridano e della Fornace.
La distanza media tra il centro di massa di questo gruppo e la nostra Via Lattea è di circa 71 milioni di anni luce (21,9 Mpc).

## Membri
Le galassie componenti il gruppo, nell'ordine indicato nell'articolo di Garcia del 1993, sono elencate nella tabella sottostante.
L'ultima galassia in elenco, ESO 548-27 o anche NGC 1347 NED02, forma una coppia con NGC 1347, che però non è indicata nella lista di Garcia.
| Nome              | Classificazione | Tipo           | RA (J2000.0)                | DEC (J2000.0) | Velocità radiale (km/s) | Magnitudine apparente | Distanza (Mpc) | Dimensioni (kal) |     |
| ----------------- | --------------- | -------------- | --------------------------- | ------------- | ----------------------- | --------------------- | -------------- | ---------------- | --- |
| NGC 1315          | Eridano         | SB0^+(rs)?     | Lenticolare                 | 03h 23m 06.6s | -21° 22′ 31″            | 1615 ± 23             | 12,6           | 21,8 ± 1,6       | 37  |
| NGC 1325          | Eridano         | SA(s)bc        | Spirale                     | 03h 24m 25.6s | -21° 32′ 39″            | 1591 ± 5              | 11,5           | 21,4 ± 1,5       | 137 |
| NGC 1331          | Eridano         | E2?            | Ellittica                   | 03h 26m 28.3s | -21° 21′ 19″            | 1210 ± 20             | 13,4           | 15,8 ± 1,2       | 33  |
| NGC 1332          | Eridano         | S0^-?(s)       | Lenticolare                 | 03h 26m 17.2s | -21° 20′ 07″            | 1619 ± 6              | 10,3           | 21,9 ± 1,5       | 109 |
| NGC 1347          | Eridano         | SB(s)c? pec    | Spirale barrata             | 03h 29m 41.5s | -22° 17′ 06″            | 1759 ± 6              | 13,2           | 24,0 ± 1,7       | 55  |
| NGC 1353          | Eridano         | SB(rs)b?       | Spirale barrata             | 03h 32m 03.0s | -20° 49′ 09″            | 1525 ± 8              | 11,5           | 20,6 ± 1,5       | 125 |
| NGC 1371 NGC 1367 | Fornace         | SAB(rs)a       | Spirale intermedia          | 03h 35m 01.3s | -24° 56′ 00″            | 1463 ± 2              | 10,7           | 19,8 ± 1,4       | 203 |
| NGC 1377          | Eridano         | S0^0           | Lenticolare                 | 03h 36m 39.1s | -20° 54′ 08″            | 1792 ± 30             | 12,5           | 24,6 ± 1,8       | 61  |
| NGC 1385          | Fornace         | SB(s)cd        | Spirale barrata             | 03h 27m 28.8s | -24° 30′ 01″            | 1499 ± 5              | 10,9           | 20,4 ± 1,4       | 127 |
| NGC 1395          | Eridano         | E2             | Ellittica                   | 03h 38m 29.7s | -23° 01′ 39″            | 1717 ± 7              | 9,6            | 23,6 ± 1,7       | 264 |
| NGC 1401          | Eridano         | SB(s)0^0^:     | Lenticolare                 | 03h 39m 21.8s | -22° 43′ 29″            | 1495 ± 23             | 12,3           | 20,3 ± 1,5       | 56  |
| NGC 1414          | Eridano         | SB(s)bc?       | Spirale barrata             | 03h 40m 57.0s | -21° 42′ 47″            | 1697 ± 5              | 14,0           | 23,3 ± 1,6       | 50  |
| NGC 1415          | Eridano         | (R)SAB(rs)a?   | Spirale intermedia          | 03h 40m 56.8s | -22° 33′ 52″            | 1585 ± 7              | 11,9           | 21,7 ± 1,5       | 113 |
| NGC 1422          | Eridano         | SBab pec       | Spirale barrata             | 03h 41m 31.1s | -21° 40′ 54″            | 1658 ± 4              | 13,2           | 22,8 ± 1,6       | 67  |
| NGC 1426          | Eridano         | E4             | Ellittica                   | 03h 42m 49.1s | -22° 06′ 30″            | 1443 ± 6              | 11,4           | 19,6 ± 1,4       | 129 |
| NGC 1438          | Eridano         | SB(r)0/a?      | Lenticolare                 | 03h 45m 17.2s | -23° 00′ 09″            | 1555 ± 6              | 12,4           | 21,4 ± 1,5       | 95  |
| NGC 1439          | Eridano         | E1             | Ellittica                   | 03h 44m 49.9s | -21° 55′ 14″            | 1667 ± 10             | 11,4           | 23,0 ± 1,6       | 124 |
| IC 1952           | Eridano         | SB(s)bc?       | Spirale barrata             | 03h 33m 26.7s | -23° 42′ 46″            | 1812 ± 4              | 12,7           | 24,9 ± 1,8       | 75  |
| IC 1953           | Eridano         | SB(rs)d        | Spirale barrata             | 03h 33m 41.9s | -21° 28′ 43″            | 1867 ± 6              | 11,7           | 25,7 ± 1,8       | 82  |
| IC 1962           | Eridano         | SB(s)dm        | Spirale barrata magellanica | 03h 35m 37.5s | -21° 17′ 39″            | 1814 ± 2              | 14,1           | 24,9 ± 1,8       | 68  |
| ESO 482-17        | Eridano         | Sab            | Spirale                     | 03h 37m 43.3s | -22° 54′ 29″            | 1346 ± 30             | 13,85 ± 0,09   | 18,8 ± 1,7       | 34  |
| ESO 482-18        | Eridano         | S?             | Spirale?                    | 03h 38m 17.6s | -23° 25′ 09″            | 1687 ± 37             | 13,41 ± 0,09   | 23,2 ± 1,7       | 40  |
| ESO 482-35        | Eridano         | SB(rs)ab       | Spirale barrata             | 03h 41m 14.8s | -23° 50′ 13″            | 1890 ± 10             | 11,66          | 26,2 ± 1,9       | 65  |
| ESO 548-11        | Eridano         | SB(s)m         | Spirale barrata magellanica | 03h 24m 55.3s | -21° 47′ 02″            | 1453 ± 8              | 15,00 ± 0,09   | 19,4 ± 1,4       | 25  |
| ESO 548-21        | Eridano         | SB(s)m?        | Spirale barrata magellanica | 03h 27m 35.3s | -21° 13′ 42″            | 1684 ± 3              | 12,72          | 22,9 ± 1,6       | 67  |
| ESO 548-25        | Eridano         | (R')SB(s)a pec | Spirale barrata             | 03h 29m 00.7s | -22° 08′ 48″            | 1680 ± 18             | 13,85 ± 0,09   | 22,8 ± 1,6       | 54  |
| ESO 548-29        | Eridano         | SABb           | Spirale intermedia          | 03h 30m 47.2s | -21° 03′ 30″            | 1280 ± 6              | 13,16 ± 0,09   | 17,0 ± 1,2       | 27  |
| ESO 548-34        | Eridano         | SB?            | Spirale barrata             | 03h 32m 57.6s | -21° 05′ 22″            | 1665 ± 6              | 13,29 ± 0,09   | 22,7 ± 1,6       | 49  |
| ESO 548-49        | Eridano         | S?             | Spirale ?                   | 03h 35m 28.1s | -21° 13′ 01″            | 1510 ± 38             | 14,93          | 20,4 ± 1,5       | 32  |
| ESO 548-70        | Eridano         | SBd?           | Spirale barrata             | 03h 40m 41.0s | -22° 17′ 13″            | 1422 ± 30             | 13,50          | 19,3 ± 1,4       | 44  |
| ESO 549-18        | Eridano         | SAB(rs)c       | Spirale intermedia          | 03h 48m 14.1s | -21° 28′ 28″            | 1587 ± 7              | 13,16 ± 0,09   | 22,2 ± 1,6       | 72  |
| ESO 548-27        | Eridano         | ?              | ?                           | 03h 29m 41.2s | -22° 17′ 28″            | 1759 ± 6              | 12,97 ± 0,09   | 24,0 ± 1,7       | 54  |

Il sito DeepskyLog permette di trovare agevolmente le costellazioni in cui sono situate le galassie; in alternativa si possono utilizzare le coordinate delle galassie per individuarle. Se non altrimenti indicato, le coordinate sono quelle fornite dal sito NASA/IPAC (National Aeronautics and Space Administration / Infrared Processing and Analysis Center).